# Boogie Wonderland
Boogie Wonderland är en discolåt av Earth, Wind & Fire tillsammans med The Emotions. Låten utgavs som singel och på albumet I Am 1979. Den är skriven av Allee Willis och Jon Lind, och inspelningen producerades av Maurice White och Al McKay. Låten kom att bli en av discoerans största hits.
Låtens text handlar om diskotek och dess besökare, och skrevs efter att Willis såg kriminalfilmen Var finns Mr. Goodbar, där Rosanne Quinn, en mördad lärare, försöker dölja sin smärta och känslor av osäkerhet med alkohol, droger och sex. "Boogie wonderland" som beskrivs i låten är en magisk plats, men texten fokuserar också på den trista verkligheten från vilken diskotek gav en flykt. Låten skapar en verklighetsflykt och börjar med de obehagliga efterdyningarna av en utekväll som gjorde livet bättre, men bara för några timmar.

## Listplaceringar
| Lista (1979)   | Position              |
| -------------- | --------------------- |
| Finland        | 10                    |
| Frankrike      | 2                     |
| Irland         | 5                     |
| Kanada         | 11 (RPM)              |
| Nederländerna  | 4                     |
| Norge          | 2 (VG-lista)          |
| Nya Zeeland    | 7                     |
| Spanien        | 4                     |
| Storbritannien | 4 (UK Singles Chart)  |
| Sverige        | 7 (Topplistan)        |
| USA            | 6 (Billboard Hot 100) |
| Västtyskland   | 25                    |